# James Marsden
James Paul Marsden (Stillwater, Oklahoma, 1973. szeptember 18. –) amerikai színész, énekes és egykori modell.
Színészi karrierjét a Saved by the Bell: The New Class (1993), az Angyali érintés (1995) és az Ötösfogat televíziós műsorokban kezdte. A 2000-es évek elején vált ismertté Scott Summers / Küklopsz megformálásával az X-Men filmsorozatban (2000–2014). Szerepelt a Superman visszatér című 2006-os szuperhősfilmben is.

## Gyermekkora és tanulmányai
Marsden az oklahomai Stillwaterben született, Kathleen (szül. Scholtz) és James Luther Marsden fiaként. Apja, a LexiGene Industries élelmiszer-biztonsági tanácsadója, édesanyja táplálkozási szakember. James kilencéves volt, amikor édesanyja elvált Marsden apjától.
Négy testvére van, két húga és két öccse. A Hefner Középiskolába és az Oklahoma Cityben lévő Putnam City Északi Középiskolában járt, majd az Oklahoma Állami Egyetemen végzett, ahol újságírónak tanult. Tagja volt a Delta Tau Delta testvériségnek. Marsden másfél év után félbehagyta tanulmányait, és inkább színészi karrierjének építése érdekében Los Angelesbe költözött.

## Magánélete
2000. július 22-én vette feleségül Dennis Linde lányát, Mary Elizabeth "Lisa" Lindét. A házaspárnak két gyermeke van: egy 2001-ben született fia és egy 2005-ben született lánya. 2011-ben elváltak, Linde kibékíthetetlen ellentétekre hivatkozott.
2012-ben született még egy fia volt barátnőjétől, Rose Costától.

## Filmográfia

### Film

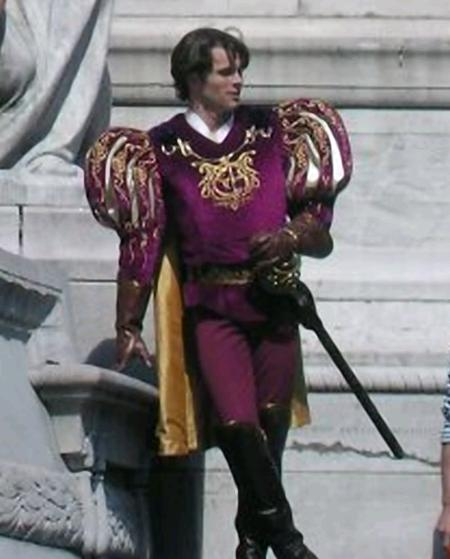
James Marsden a Bűbáj című film forgatásán.

| Év   | Magyar cím                                  | Eredeti cím                              | Szerep                           | Magyar hang      |
| ---- | ------------------------------------------- | ---------------------------------------- | -------------------------------- | ---------------- |
| 1994 | Papa, előbb dolgozz meg a sütiért           | No Dessert, Dad, Till You Mow the Lawn   | Tyler Cochran                    | Rajkai Zoltán    |
| 1996 | Elsőszámú közellenség                       | Public Enemies                           | Barker doktor                    | Weil Róbert      |
| 1997 | Horror kemping                              | Campfire Tales                           | Eddie                            | Markovics Tamás  |
| 1998 | Kísérleti patkányok                         | Disturbing Behavior                      | Steve Clark                      | Crespo Rodrigo   |
| 2000 | Pletyka                                     | Gossip                                   | Derrick Webb                     | Boros Zoltán     |
| 2000 | X-Men – A kívülállók                        | X-Men                                    | Scott Summers / Küklopsz         | Rékasi Károly    |
| 2001 | Bankrabló csajok                            | Sugar & Spice                            | Jack Bartlett                    |                  |
| 2001 | Zoolander, a trendkívüli                    | Zoolander                                | John Wilkes Booth                | nem szólal meg   |
| 2002 | Úttalan út                                  | Interstate 60: Episodes of the Road      | Neal Oliver                      | Markovics Tamás  |
| 2003 | X-Men 2.                                    | X2                                       | Scott Summers/Küklopsz           | Rékasi Károly    |
| 2004 | Szerelmünk lapjai                           | The Notebook                             | Lon Hammond                      | Takátsy Péter    |
| 2004 | A 24. napon                                 | The 24th Day                             | Dan                              | Hevér Gábor      |
| 2005 | Keresztutak                                 | Heights                                  |                                  |                  |
| 2006 | Alibi – Ha hiszed, ha nem                   | The Alibi                                | Wendell Hatch                    | Haagen Imre      |
| 2006 | Superman visszatér                          | Superman Returns                         | Richard White                    | Debreczeny Csaba |
| 2006 | Véres utcák                                 | 10th & Wolf                              | Tommy Santoro                    | Csőre Gábor      |
| 2006 | X-Men: Az ellenállás vége                   | X-Men: The Last Stand                    | Scott Summers / Küklopsz         | Crespo Rodrigo   |
| 2007 | Bűbáj                                       | Enchanted                                | Edward herceg                    | Miller Zoltán    |
| 2007 | Hajlakk                                     | Hairspray                                | Corny Collins                    | Moser Károly     |
| 2007 | 27 idegen igen                              | 27 Dresses                               | Kevin Doyle                      | Nagy Ervin       |
| 2008 | Szextúra                                    | Sex Drive                                | Rex Lafferty                     | Tokaji Csaba     |
| 2009 | A doboz                                     | The Box                                  | Arthur Lewis                     | Széles Tamás     |
| 2010 | Kutyák és macskák: A rusnya macska bosszúja | Cats & Dogs: The Revenge of Kitty Galore | Diggs (hangja)                   | Dévai Balázs     |
| 2010 | Haláli temetés                              | Death at a Funeral                       | Oscar                            | Welker Gábor     |
| 2011 | Hopp                                        | Hop                                      | Fred O'Hare                      | Crespo Rodrigo   |
| 2011 | Szalmakutyák                                | Straw Dogs                               | David Sumner                     | Fenyő Iván       |
| 2012 | Lánybúcsú                                   | Bachelorette                             | Leslye Headland                  | Nagypál Gábor    |
| 2012 | A robot és Frank                            | Robot & Frank                            | Hunter Weld                      | Rajkai Zoltán    |
| 2012 | Szoba kilátások nélkül                      | Small Apartments                         | Bernard Franklin                 | Szatory Dávid    |
| 2013 | Ron Burgundy: A legenda folytatódik         | Anchorman 2: The Legend Continues        | Jack Lime                        | Miller Zoltán    |
| 2013 | Menőkor                                     | As Cool as I Am                          | Chuck Diamond                    | Lengyel Tamás    |
| 2013 | Menőkor                                     | As Cool as I Am                          | Chuck Diamond                    | Szatory Dávid    |
| 2013 | A komornyik                                 | The Butler                               | John F. Kennedy                  | Rékasi Károly    |
| 2013 | 2 kaliber                                   | 2 Guns                                   | Harold Quince                    | Szatory Dávid    |
| 2013 | Kaguya hercegnő története                   | The Tale of the Princess Kaguya          | Isitszukuri herceg (hangja)      | Seder Gábor      |
| 2014 | Vissza hozzád                               | The Best of Me                           | Dawson Cole                      | Dózsa Zoltán     |
| 2014 | Kéjlak                                      | The Loft                                 | Chris Vanowen                    | Stohl András     |
| 2014 | Másnaposok szerencséje                      | Walk of Shame                            | Gordon                           | Hevér Gábor      |
| 2014 | Üdv a világomban!                           | Welcome to Me                            | Rich Ruskin                      | Széles Tamás     |
| 2014 | X-Men: Az eljövendő múlt napjai             | X-Men: Days of Future Past               | Scott Summers / Küklopsz (cameo) | Crespo Rodrigo   |
| 2015 | Véletlenből szerelem                        | Accidental Love                          | Scott Beardsley                  | Miller Zoltán    |
| 2015 | Kicsapongók                                 | The D Train                              | Oliver Lawless                   | Nagy Ervin       |
| 2015 | A grizzly birodalma                         | Into the Grizzly Maze                    | Rowan Moore                      | Makranczi Zalán  |
| 2015 | Üzlet bármi áron                            | Unfinished Business                      | Jim Spinch                       | Nagy Ervin       |
| 2017 | Háborúra készülve                           | Shock and Awe                            | Warren Strobel                   | Miller Zoltán    |
| 2017 |                                             | The Female Brain                         | Adam Simmons                     |                  |
| 2018 |                                             | Henchmen                                 | Hank (hangja)                    |                  |
| 2020 | Sonic, a sündisznó                          | Sonic the Hedgehog                       | Tom Wachowski                    | Miller Zoltán    |
| 2021 | Bébi úr: Családi ügy                        | The Boss Baby: Family Business           | Tim Templeton (hangja)           | Szatory Dávid    |
| 2021 | My Little Pony: Az új nemzedék              | My Little Pony: A New Generation         | Hitch Trailblazer (hangja)       | Magyar Bálint    |
| 2022 | Sonic, a sündisznó 2.                       | Sonic the Hedgehog 2                     | Tom Wachowski                    | Miller Zoltán    |
| 2022 | Bűbáj 2. – Kiábrándulva                     | Disenchanted                             | Edward király                    | Miller Zoltán    |
| 2023 | A Mancs őrjárat: A szuperfilm               | PAW Patrol: The Mighty Movie             | Hank (hangja)                    | Zöld Csaba       |
| 2023 | Knox notesza                                | Knox Goes Away                           | Miles                            | Markovics Tamás  |
| 2024 | Cukormáz nélkül                             | Unfrosted                                | Jack LaLanne                     | Miller Zoltán    |
| 2024 | Sonic, a sündisznó 3.                       | Sonic the Hedgehog 3                     | Tom Wachowski                    | Miller Zoltán    |

### Televízió
| Év        | Magyar cím                        | Eredeti cím                         | Szerep                               | Megjegyzések                                              |
| --------- | --------------------------------- | ----------------------------------- | ------------------------------------ | --------------------------------------------------------- |
| 1993      | Szolgálatban: Rejtekhely Waco-ban | In the Line of Duty: Ambush in Waco | Steven Willis                        | tévéfilm                                                  |
| 1993      | Joe élete                         | Joe's Life                          | Brian                                | 1 epizód                                                  |
| 1993      | A dadus                           | The Nanny                           | Eddie                                | 2 epizód                                                  |
| 1993      |                                   | Saved by the Bell: The New Class    | Chad Westerfield                     | 1 epizód                                                  |
| 1994      |                                   | Boogies Diner                       | Jason                                | 1 epizód                                                  |
| 1994      |                                   | Heavenly Road                       | Jeremy                               | tévéfilm                                                  |
| 1995      |                                   | Blossom                             | Josh                                 | 1 epizód                                                  |
| 1995      | Ötösfogat                         | Party of Five                       | Griffin Holbrook                     | 1 epizód                                                  |
| 1995      | Angyali érintés                   | Touched by an Angel                 | Jake                                 | 1 epizód                                                  |
| 1996      |                                   | Gone in a Heartbeat                 | Michael Galler                       | tévéfilm                                                  |
| 1996      |                                   | 919 Fifth Avenue                    | Will                                 | tévéfilm                                                  |
| 1996–1997 |                                   | Second Noah                         | Ricky Beckett                        | 21 epizód                                                 |
| 1997      |                                   | Bella Mafia                         | Luka                                 | tévéfilm                                                  |
| 1997      |                                   | On the Edge of Innocence            | Jake Walker                          | tévéfilm                                                  |
| 1997      | A szellemirtók újabb kalandjai    | Extreme Ghostbusters                | jövő apokaliptikus szelleme (hangja) | ismeretlen epizódok                                       |
| 1998      | Végtelen határok                  | The Outer Limits                    | Brav                                 | 1 epizód                                                  |
| 2001–2002 | Ally McBeal                       | Ally McBeal                         | Glenn Foy                            | 13 epizód                                                 |
| 2009      | Robotcsirke                       | Robot Chicken                       | Jason Chambers / Lion (hangja)       | 1 epizód                                                  |
| 2011      | Modern család                     | Modern Family                       | Barry                                | 1 epizód                                                  |
| 2012–2013 | A stúdió                          | 30 Rock                             | Criss Chros                          | 13 epizód                                                 |
| 2014–2016 | Wander, a galaktikus vándor       | Wander Over Yonder                  | Sir Brad Starlight (hangja)          | 3 epizód                                                  |
| 2016–2018 | Westworld                         | Westworld                           | Teddy Flood                          | - főszereplő (1-2. évad) - magyar hangja: - Miller Zoltán |
| 2017      | A gyógyszer útja                  | Tour de Pharmacy                    | Rex Honeycut                         | tévéfilm                                                  |
| 2019–2022 | Halott vagy                       | Dead to me                          | Steve Wood / Ben Wood                | - főszereplő - magyar hangja: - Miller Zoltán             |
| 2020      | Mrs. America                      | Mrs. America                        | Phil Crane                           | - 4 epizód - magyar hangja: - Posta Victor                |
| 2020–2021 |                                   | The Stand                           | Stu Redman                           | főszereplő                                                |
| 2022      | Zöld sonka és zöld tojás          | Green Eggs and Ham                  | Bo (hangja)                          | 1 epizód                                                  |
| 2023      | Partiszerviz színész módra        | Party Down                          | Jack Botty                           | 2 epizód                                                  |
| 2023      | Az esküdtszék                     | Jury Duty                           | önmaga                               | főszereplő                                                |
| 2025      |                                   | Paradise                            | Cal Bradford elnök                   | főszereplő                                                |